# Gynoplistia (Gynoplistia) elaphus
Gynoplistia (Gynoplistia) elaphus is een tweevleugelige uit de familie steltmuggen (Limoniidae). De soort komt voor in het Australaziatisch gebied.